# Pilzkraut
Das Pilzkraut (Rungia klossii) ist eine Pflanzenart aus der Gattung Rungia innerhalb der Familie der Akanthusgewächse (Acanthaceae).

## Beschreibung

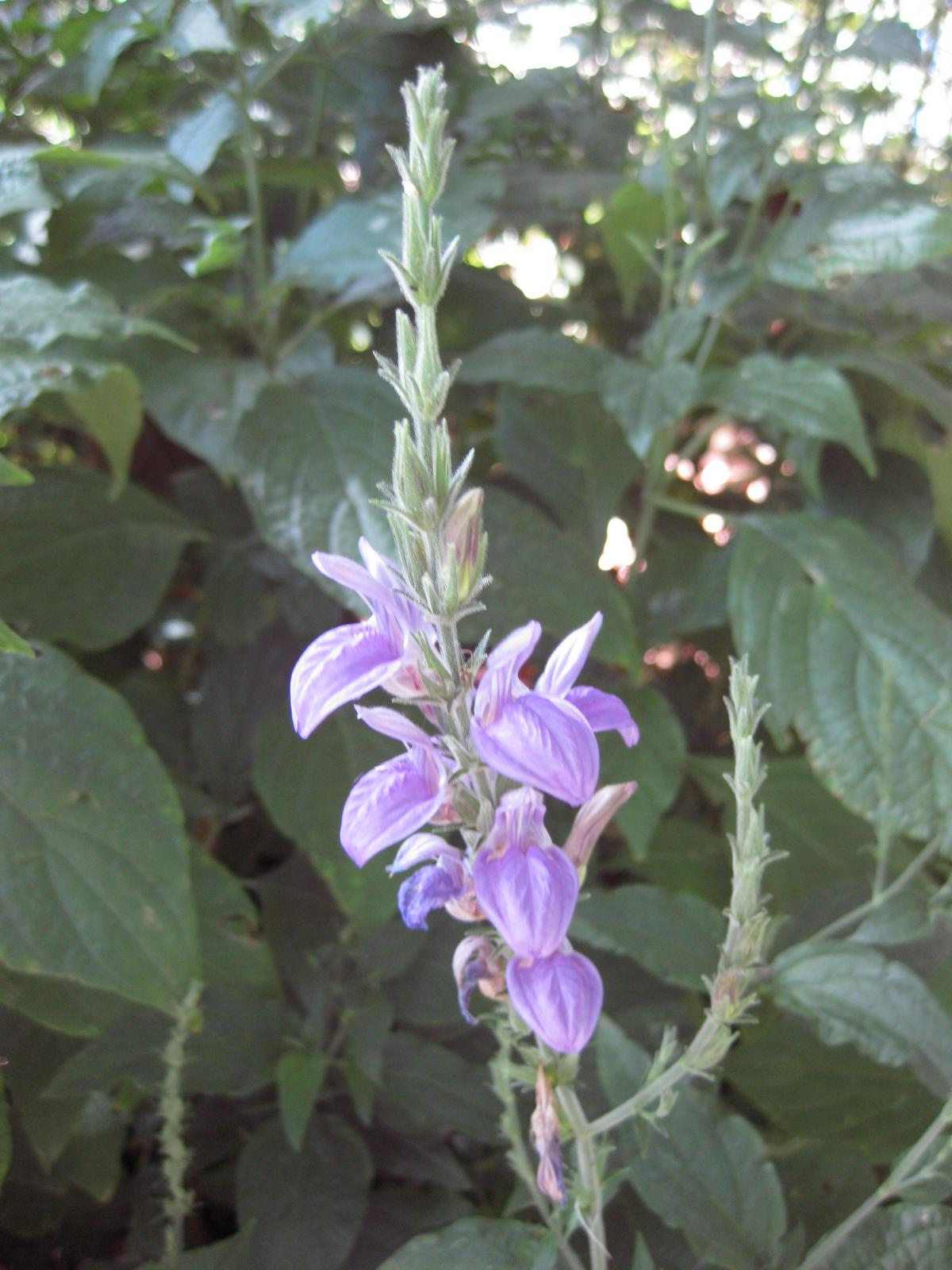
Blütenstand mit zygomorphen Blüten

### Vegetative Merkmale
Das Pilzkraut ist eine ausdauernde krautige Pflanze und erreicht Wuchshöhen von etwa 60 Zentimetern. Die Stängel wächst aufrecht, mit mehreren hohlen Abschnitten, die sich an den Knoten verzweigen, an denen die Laubblätter gegenständig angeordenet. Der junge Stängel un die Laubblätter sind behaart. Die Blattspreiten sind einfach, glatt, dick und gekräuselt.

### Generative Merkmale
Das Pilzkraut bildet zygomorphe Blüten, die endständig in Büscheln wachsen und die kleine, blasslilafarbene Hochblätter besitzen.

## Vorkommen
Rungia klossii gedeiht in Gebirgen in Höhenlagen von 1000 bis 2000 Metern in Papua-Neuguinea; sie dort auch in den Sprachen Papua-Neuguineas Acanth spinach, shombay, moku, tani oder kenkaba genannt. Sie stammt vermutlich aus Melanesien. Sie wird auch in tropischen Gebieten in Australien, Südostasien, Westafrika und in Teilen von Nordamerika angebaut.

## Taxonomie
Die Erstbeschreibung von Rungia klossii erfolgte 1916 durch Spencer Le Marchant Moore in Transactions of the Linnean Society of London. Botany, Band 9, Teil 1, Seite 135. Das Artepitheton klossii ehrt den Zoologen Cecil Boden Kloss, der Teilnehmer bei der Expedition war, bei der diese Pflanzenart entdeckt wurde. Ein Synonym für Rungia klossii ist Justicia klossii (S.Moore) Mabb.

## Nutzung

### Verwendung in der Küche
Seinen Trivialnamen Pilzkraut hat es vom pilzartigen Aroma der Laubblätter, das sich beim Kochen verstärkt. Es wird roh, gekocht oder als Gewürz verwendet. Die Laubblätter werden oft zusammen mit Blättern von Stearia palmifolia gekocht. Nach der Ernte sind die Laubblätter nur zwei bis drei Tage haltbar, wird aber dennoch kommerziell genutzt und ist eines der wichtigsten Blattgemüse im Hochland von Papua-Neuguinea.
Das Pilzkraut ist nahrhaft, enthält mehr  Proteine als Pilze. Sie enthält Kalzium, Vitamin C, Carotine, Eisen und andere Vitamine und Minerale.

### Anbau
Das Pilzkraut gedeiht am besten in den feuchten Tropen mit einer jährlichen Tagestemperatur von 12 bis 17 °C und wächst am besten in Höhenlagen von 1000 bis 2000 Metern, kann aber auch bis zur Küste wachsen. Es gedeiht am besten bei einen Jahresniederschlag von 800 bis 1200 mm, toleriert aber auch einen Niederschlag von 500 bis 2000 mm. Das Pilzkraut gedeiht am besten an sonnigen Standorten und auf fruchtbaren, meist feuchten Böden mit einem pH-Wert zwischen 5 und 7.